# Bogda

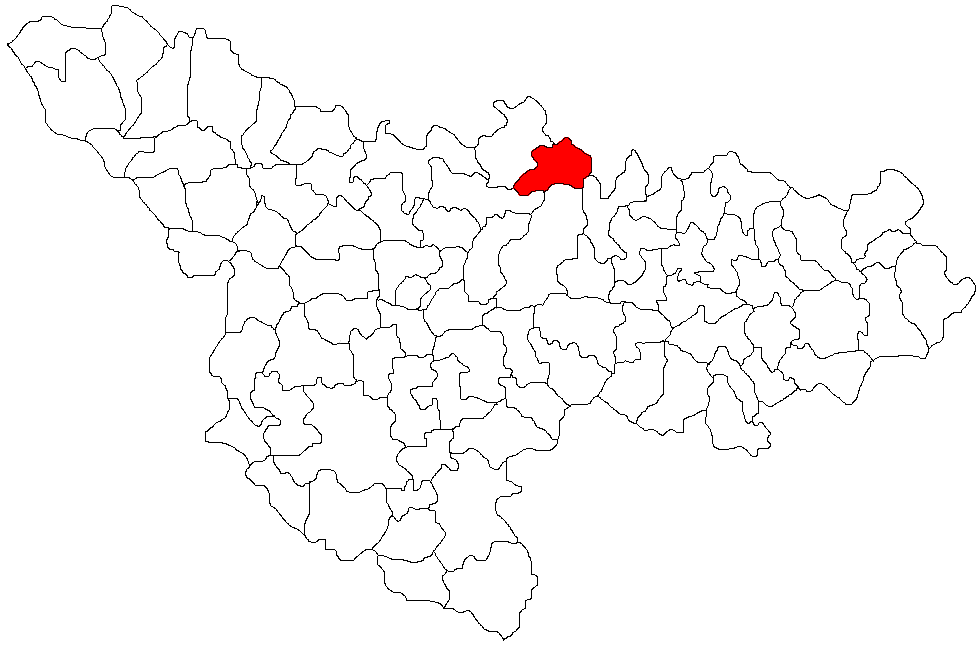
Lage der Gemeinde Bogda im Kreis Timiș

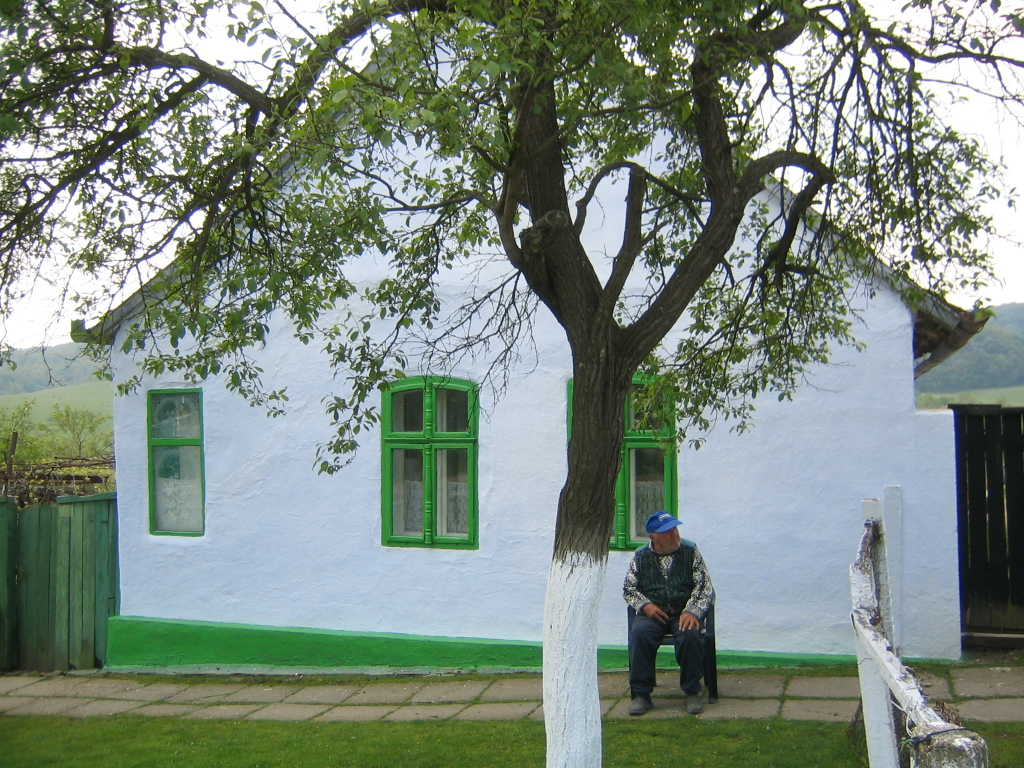
Haus in Bogda

Bogda (rumänisch auch Bogdan (1924), deutsch Neuhof, ungarisch Rigósfürdö oder Bogdarigós, serbisch-kyrillisch Богда) ist eine Gemeinde im Kreis Timiș, in der Region Banat, im Südwesten Rumäniens. Zur Gemeinde Bogda gehören die Dörfer Altringen, Buzad, Charlottenburg, Comeat und Sintar. Bogda war durch das Heilbad Bogdarigós, das nach der Enteignung von 1948 in ein Pionierlager umgewandelt wurde, bekannt. Heute entwickelt sich Bogda zunehmend zu einem Wochenend- und Ferienort.

## Lage
Bogda liegt im Norden des Kreises Timiş, an der Grenze zum Kreis Arad und ist etwa 50 Kilometer von Timișoara entfernt. Der Ort wird von der Kreisstraße DJ691A Mașloc – Brestovăț – Topolovățu Mare durchquert.

## Nachbarorte
| Mașloc       | Zăbrani                                     | Lipova |
| Altringen    | Kompassrose, die auf Nachbargemeinden zeigt | Sintar |
| Remetea Mică | Buzad                                       | Comeat |

## Etymologie
Eine erste urkundliche Erwähnung des Ortes Bagd stammt aus dem Jahr 1436. In der Folgezeit traten zwei Orte Felse Baagd (rumänisch Bogda de Sus) und Alsö Baagd (rumänisch Bogda de Jos) in Erscheinung, die sich jedoch 1476 unter dem Namen Bagd zusammenschlossen.
Auf der Mercykarte von 1723 war die Ortschaft unter dem Namen Bogdan vermerkt. Als 1771 Deutsche angesiedelt wurden, erhielt der Ort den Namen Neuhoff, später Neuhof. Der Grundherr Anton Nägele veranlasste die Umbenennung in Bogdarigós. Unter dieser Bezeichnung wurde später auch das Heilbad bekannt.

## Geschichte
Im 14. Jahrhundert gab es auf dem Gebiet des heutigen Bogda keine kompakte Siedlung, sondern nur vereinzelte Hütten. In den Jahren 1770 bis 1771 gründete Carl Samuel Neumann Edler von Buchholt durch die Ansiedlung von 32 deutschen Familien aus dem Reich den Ort Neuhoff. Die Siedler kamen aus Baden-Württemberg, Bayern, Sachsen, Lothringen und Hessen. Der deutsche Name geht auf den Administrationsrat Franz Xaver Robias Johann Ratsch Edler von Neuhoff zurück.
Bedingt durch die politischen Verhältnisse wechselte die Verwaltung im Laufe der Zeit mehrfach:
- 1770–1778 Habsburgermonarchie (Krondomäne Temescher Banat)
- 1779–1849 Königreich Ungarn, Komitat Temes
- 1849–1860 Woiwodschaft Serbien und Temeser Banat (Kronland des Kaisertums Österreich)
- 1861–1920 Königreich Ungarn, Komitat Temes (infolge des  Österreichisch-Ungarischen Ausgleichs)
- 1920–1944 Königreich Rumänien (infolge des Vertrags von Trianon)
- 1945–1989 Volksrepublik und Sozialistische Republik Rumänien
- seit 1989 Rumänien

Nach dem Österreichisch-Ungarischen Ausgleich (1867) wurde das Banat dem Königreich Ungarn innerhalb der Doppelmonarchie Österreich-Ungarn angegliedert.
Anfang des 20. Jahrhunderts fand das Gesetz zur Magyarisierung der Ortsnamen (Ga. 4/1898) Anwendung. Der amtliche Ortsname war Bogdarigós. Die ungarischen Ortsbezeichnungen blieben bis zur Verwaltungsreform von 1923 im Königreich Rumänien gültig, als die rumänischen Ortsnamen eingeführt wurden.
Der Vertrag von Trianon am 4. Juni 1920 hatte die Dreiteilung des Banats zur Folge, wodurch Bogda an das Königreich Rumänien fiel.
Infolge des Waffen-SS Abkommens vom 12. Mai 1943 zwischen der Antonescu-Regierung und Hitler-Deutschland wurden alle deutschstämmigen wehrpflichtigen Männer in die deutsche Armee eingezogen.
Dafür mussten die Deutschen aus Rumänien nach dem Seitenwechsel Rumäniens am 23. August 1944 büßen. Noch vor Kriegsende, im Januar 1945, fand die Deportation aller volksdeutschen Frauen zwischen 18 und 30 Jahren und Männer im Alter von 16 bis 45 Jahren zur Aufbauarbeit in die Sowjetunion statt.
Das Bodenreformgesetz vom 23. März 1945, das die Enteignung der deutschen Bauern in Rumänien vorsah, entzog der ländlichen Bevölkerung die Lebensgrundlage. Der enteignete Boden wurde an Kleinbauern, Landarbeiter und Kolonisten aus anderen Landesteilen verteilt.
Durch das Nationalisierungsgesetz vom 11. Juni 1948, das die Verstaatlichung aller Industrie- und Handelsbetriebe, Banken und Versicherungen vorsah, fand die Enteignung aller Wirtschaftsbetriebe statt. Anfang der 1950er Jahre wurde die Kollektivierung der Landwirtschaft eingeleitet.

## Tourismus
Gutsherr Anton Nägele gründete das Heilbad von Bogdarigós, das vor allem von Temeswarer und Neu-Arader Gästen wegen seines gesundheitsfördernden Heilwassers zur Kur und Erholung geschätzt wurde. Im Heilbad gab es eine Kapelle und einen Kreuzweg, wo jährlich am 26. Juli das Fest der Heiligen Anna (das sogenannte Rigoschfest) begangen wurde. Nach der Enteignung von 1948 wurde das Heilbad in ein Pionierlager umgewandelt. Die Kapelle und der Kreuzweg wurden geschlossen. Nach der Rumänischen Revolution von 1989 verwandelte sich Bogda nach und nach in einen beliebten Ferienort.

## Demographie
| 1880 | 373 | 100 | 4  | 268 | 1                |
| 1910 | 474 | 195 | 46 | 232 | 1                |
| 1966 | 187 | 143 | 9  | 34  | 1                |
| 1977 | 140 | 104 | 8  | 9   | 19               |
| 1992 | 90  | 84  | 3  | -   | 3                |
| 2002 | 78  | 75  | 2  | -   | 1                |
| 2011 | 460 | 423 | 4  | 3   | 30 (10 Ukrainer) |
| 2021 | 448 | 374 | 9  | 7   | 57 (6 Ukrainer)  |